# Marco Bonitta
Marco Bonitta est un entraineur de volley-ball italien né le 5 septembre 1963 à Ravenne.
En mars 2001, il devient l'entraîneur de l'Italie. La même année il remporta une médaille d'argent au Championnat d'Europe. L'année suivante, il gagne le Championnat du monde féminin. Aux Jeux olympiques de 2004 à Athènes, l'Italie est éliminée en quarts de finale. En septembre 2006, après un conflit avec les joueuses, il démissionne de son poste. Le 28 février 2007, il devient l'entraîneur de la Pologne. Son premier succès avec les Polonaises est l'accession à la poule finale au Grand Prix mondial 2007.

## Sélections nationales
| Pays        | De   | À    |
| ----------- | ---- | ---- |
| Italie (F)  | 2001 | 2006 |
| Pologne (F) | 2007 | ...  |

## Palmarès
- Championnat du monde (1)
  - Vainqueur : 2002
- Championnat d'Europe 
  - Finaliste : 2001